# Denis Mukwege

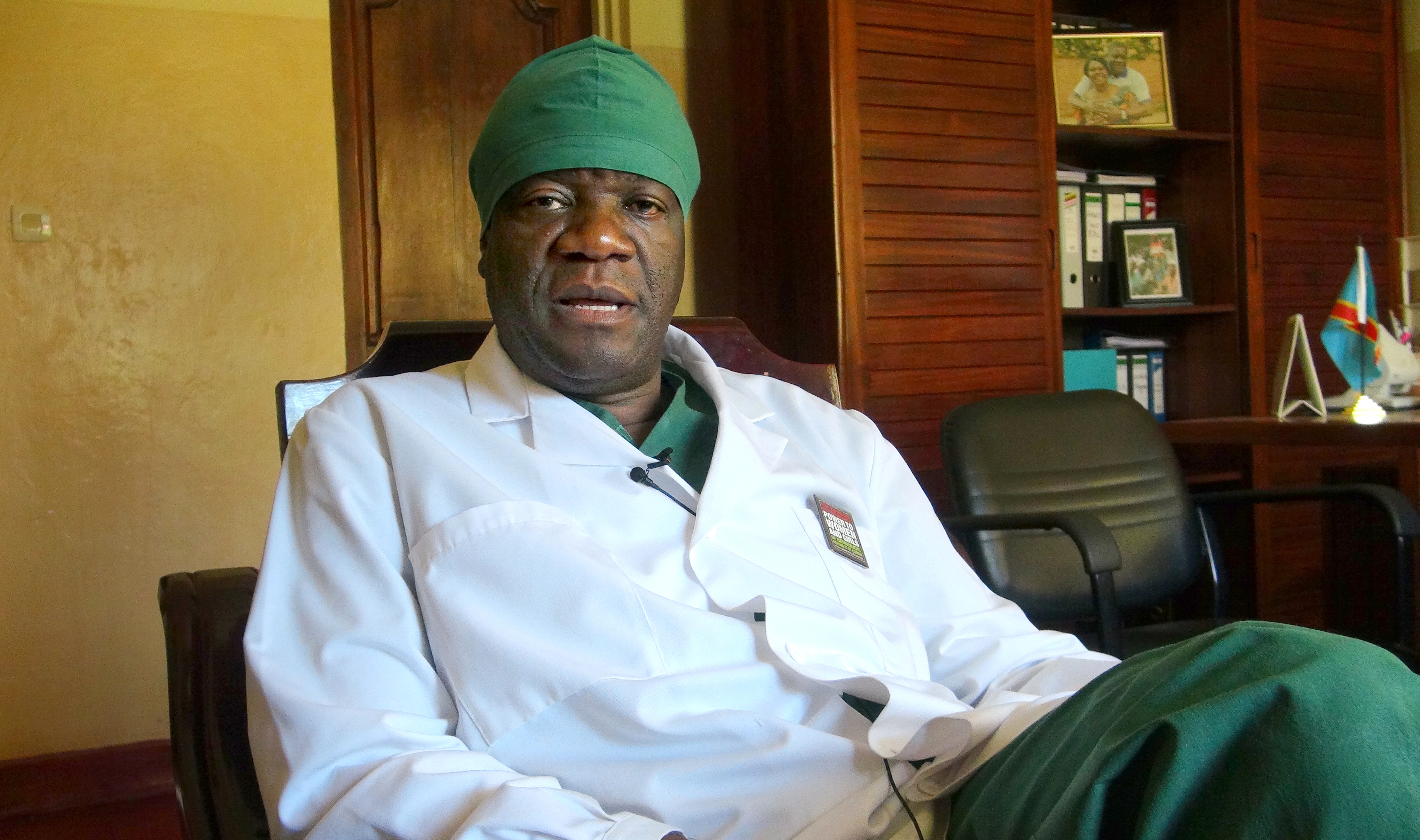
Denis Mukwege, februari 2013.

Denis Mukwege, född 1 mars 1955 i Bukavu i Belgiska Kongo (nuvarande Kongo-Kinshasa), är en kongolesisk chefskirurg, specialiserad inom gynekologi. Mukwege tilldelades Nobels fredspris 2018 tillsammans med Nadia Murad för sitt arbete mot sexualiserat våld som vapen i krig och konflikter.
Mukwege är uppvuxen inom den kongolesiska pingströrelsen och fick sina läkarstudier betalda av den svenska Pingstmissionen. Han grundade på 1990-talet Panzisjukhuset i Bukavu i östra Kongo-Kinshasa. Panzisjukhuset har byggts upp med stöd av Pingstmissionen, Läkarmissionen och Sida.
För sina insatser för våldtagna kvinnor i krigets Kongo, tilldelades han 2008 års FN:s pris för mänskliga rättigheter och Olof Palmepriset, 2013 års "alternativa Nobelpris" Right Livelihood Award och 2014 års Sacharovpriset för tankefrihet. Den 5 oktober 2018 tillkännagav den norska nobelpriskommittén att Mukwege tillsammans med Nadia Murad tilldelas 2018 års fredspris.

## Uppväxt och karriär
Denis Mukwege är ett av nio barn till pingstpastorn Mathayo Mukwege. Vid födseln höll Denis på att dö på grund av en sårinfektion, men den svenska pingstmissionären Majken Bergman räddade hans liv. Vid åtta års ålder beslutade han sig för att bli läkare.
Svensk pingstmission finansierade Mukweges läkarutbildning och tog initiativ till att bistå med medel för att bygga Panzisjukhuset. Mukwege arbetade inledningsvis på Lemerasjukhuset i östra Kongo och specialiserade sig på gynekologi. Efterhand såg han fler och fler fall av kvinnor som hade skadats på brutala sätt av våldtäkter, och tog initiativ till att grunda ett sjukhus i Bukavu så att det skulle vara nära dem som drabbades av konflikten i Kivuprovinserna.
Över 50 000 överlevare från sexuellt våld har vårdats på Panzisjukhuset. Sjukhuset använder sig av en holistisk vårdmodell som inte bara vårdar kvinnorna fysiskt utan även erbjuder terapi och ett center för enkel yrkesutbildning. Många kan inte återvända hem på grund av stigmatiseringen kring sexuellt våld och behöver därför hitta nya försörjningsmöjligheter.
Mukwege är en högljudd regimkritiker och har kallat president Joseph Kabilas regim för "olaglig och illegitim". Han menar att regimen inte kunnat skydda Kongos kvinnor och har uppmanat till fria, rättvisa val som kan garantera en regering ansvarig inför folket. 2012 utsattes Mukwege för ett mordförsök utanför sin bostad, som möjligtvis hade politiska motiv. Mukwege har även kritiserat handeln med konfliktmineraler som används bland annat i elektronikindustrin.
I september 2015 doktorerade Mukwege vid Université libre de Bruxelles med en avhandling om att vårda offer för sexuellt våld.
År 2022 gav Mukwege ut boken "Kvinnors styrka: vad jag lärt mig av kampen på det sexuella våldets frontlinje."

## Tro och drivkraft
Panzisjukhuset drivs av den kongolesiska pingströrelsen CEPAC. Varje morgon ber personalen tillsammans, och Mukwege har flera gånger uppgett sin tro på Jesus som en av drivkrafterna för hans arbete. Mukwege tog vid tretton års ålder beslutet att följa sin fars fotspår och bli pingstvän, vilket ledde till en upplevelse där han blev andedöpt och talade i tungor. Vid sidan av sitt arbete som läkare tjänstgör han som pastor i en pingstförsamling i Bukavu. Sommaren 2015 var han inbjuden som talare på den svenska pingströrelsens konferens Nyhemsveckan, och sa då:
| ”               | Från den här platsen har det stigit upp böner för mitt älskade land och ikväll är det ett privilegium för mig att få stå här som en frukt av era böner. Min församling tillhör den kongolesiska Pingströrelsen Cepac, som har ungefär en miljon medlemmar, och den är en frukt av era böner. Panzisjukhuset är en frukt av era böner. | „ |
| – Denis Mukwege | |   |

Mukwege har även uppgett styrkan hos de kvinnor han vårdar som något som motiverar honom. "När jag ser kvinnorna som kommer till sjukhuset och hur de trots sitt lidande kan fortsätta älska, hur de kan finnas ovanför hatet och hämnden, då känner jag mig liten. Min drivkraft är deras styrka."

## Priser och utmärkelser (urval)
- FN:s pris för mänskliga rättigheter 2008[35]
- Olof Palmepriset 2008[36]
- Hedersdoktor vid medicinska fakulteten vid Umeå universitet 2010[51]
- Wallenbergmedaljen 2010[52]
- Right Livelihood Award 2013[37]
- Sacharovpriset för tankefrihet 2014[38]
- Nobels fredspris 2018[31]

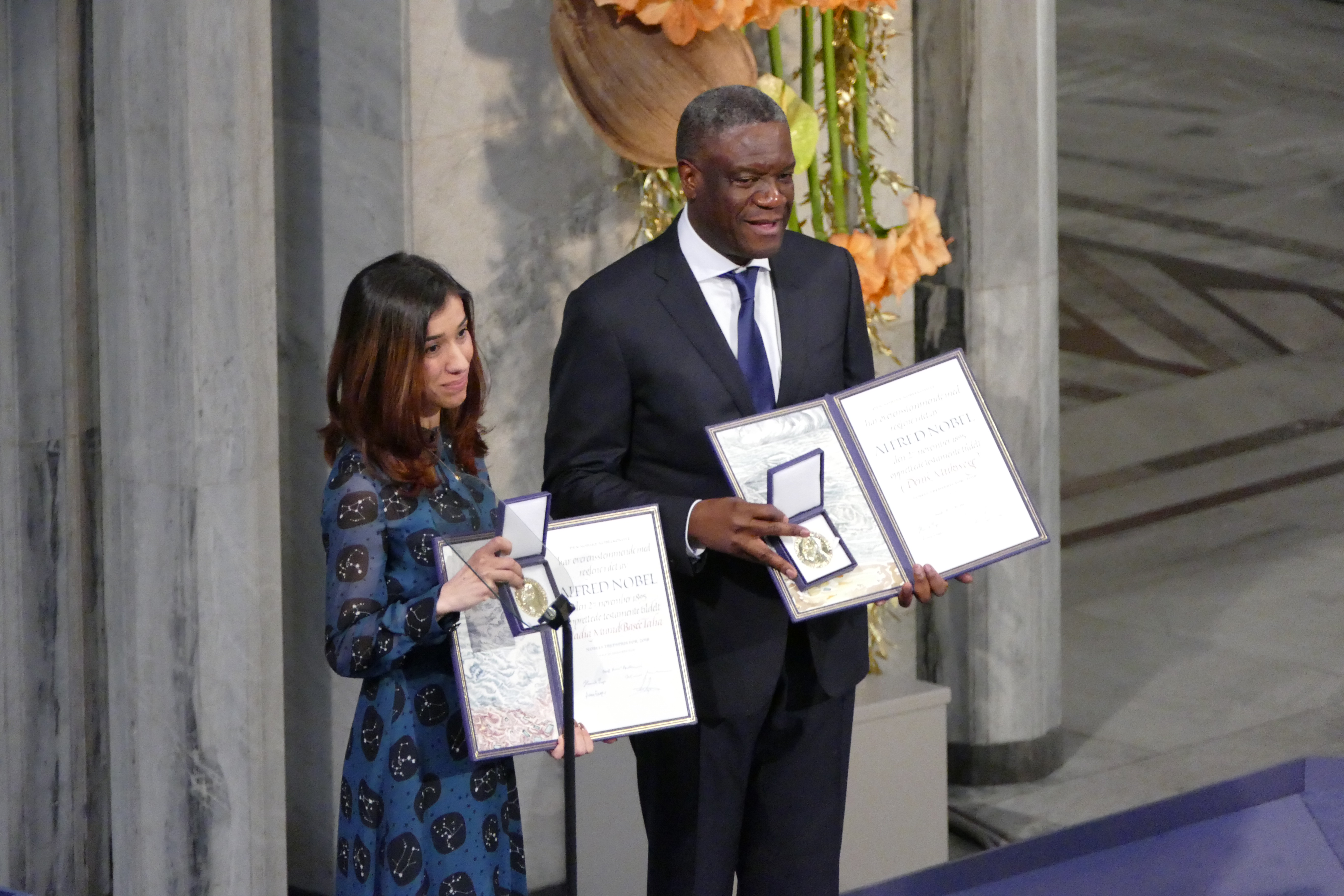
Nadia Murad och Denis Mukwege delade Nobels fredspris 2018

Motiveringen till 2008 års Olof Palmepris löd:
| ”                        | Hans arbete är ett lysande exempel på vad mod, ihärdighet och bärande hopp kan uträtta för mänskliga rättigheter och värdighet, i en tid då dessa värden tycks som mest avlägsna. | „ |
| – Olof Palmes minnesfond | |   |